# Sử Lộc
Sử Lộc (tiếng Trung: 史祿; bính âm: Shi Lu; ? - ?), hay Giám Lộc (tiếng Trung: 監祿), là quan viên nhà Tần trong lịch sử Trung Quốc.

## Cuộc đời
Sử Lộc, tên Lộc (祿), không rõ họ, giữ chức Giám ngự sử dưới thời Tần Thủy Hoàng.
Sau khi diệt các nước Chiến Quốc, Tần Thủy Hoàng muốn chinh phục Lĩnh Nam, phái Đồ Thư dẫn quân đánh các tộc Bách Việt, lại phái Sử Lộc đào kênh nối sông Tương với sông Ly, để vận chuyển quân tư.
Từ năm 219 TCN đến năm 215 TCN, Sử Lộc hoàn thành việc đào kênh, gọi là kênh Linh (Linh Cừ), nối hệ thống sông Trường Giang với hệ thống sông Châu Giang.

## Kỷ niệm
Ngày nay, tại Nhà Lưu niệm Công viên Linh Cừ, có tượng của Sử Lộc, Mã Viện, Lý Bột, Ngư Vu Uy.